# Готська війна (535—554)
Готська війна (готські війни) — військовий конфлікт між Східною римською (Візантійською) імперією та Остготським королівством, яка тривала з 535 до 554 року на Апенінах, Сардинії, Сицилії, Корсиці та в Далмації.
Зазвичай в Готській війні виділяють два періоди. Перший період тривав з 535 до 540 року і закінчився падінням столиці остготського королівства — Равенни та відвоюванням Італії Візантією. Протягом другого періоду (540/541 — 553) готський супротив активізувався під очільництвом Тотіли і був придушений візантійським полководцем Нарсесом (також відбив вторгнення франків та алеманів 554 року) тільки після тривалої боротьби.